# Gekko smithii
Gekko smithii är en ödleart som beskrevs av  Gray 1842. Gekko smithii ingår i släktet Gekko och familjen geckoödlor. IUCN kategoriserar arten globalt som livskraftig. Inga underarter finns listade i Catalogue of Life.